# Dioctria lata
Dioctria lata är en tvåvingeart som beskrevs av Friedrich Hermann Loew 1853. Dioctria lata ingår i släktet Dioctria och familjen rovflugor. Inga underarter finns listade i Catalogue of Life.